# Désiré Rakotoarijaona

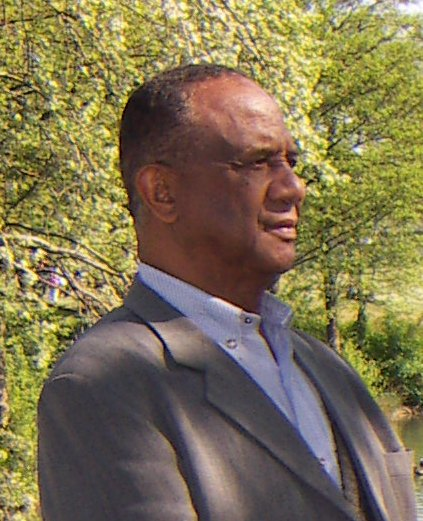
Désiré Rakotoarijaona

Désiré Rakotoarijaona (* 19. Juni 1934) ist ein ehemaliger madagassischer General, Politiker und langjähriger Premierminister.

## Biografie
Rakotoarijaona war zunächst Offizier in der Armee Madagaskars und erhielt zuletzt die Beförderung zum Oberstleutnant. Nach dem Staatsstreich von Admiral Didier Ratsiraka 1975, der zur Gründung der Demokratischen Republik Madagaskar am 30. Dezember 1975 führte, wurde er Mitglied des Obersten Rates der Revolution (Conseil Sûpreme de la Révolution).
Er wurde am 1. August 1977 von Präsident Ratsiraka zum General und Premierminister ernannt und damit zum Nachfolger von Justin Rakotoniaina. Das Amt des Premierministers übte er bis zu seiner Ablösung durch Oberstleutnant Victor Ramahatra am 12. Februar 1988 aus. Er ist damit der Premierminister mit der längsten Amtszeit seit der Souveränität Madagaskars von Frankreich am 26. Juni 1960.
Am 20. Juli 1991 nahm er auf dem Place du 13 Mai in Antananarivo an einer Protestkundgebung der Forces Vives gegen Präsident Ratsiraka teil, entzog diesem damit öffentlich seine bisherige Anhängerschaft und trat auch aus der Einheitspartei Avantgarde de la Révolution Malgache (AREMA) aus. Zuvor war er als Vorsitzender des Comité Militaire pour le Développement (CMD) entlassen worden.
1993 wurde er zum Abgeordneten in die Nationalversammlung gewählt und vertrat dort bis 1998 den Wahlkreis Tana-Ville.
Bei der Präsidentschaftswahl am 3. November 1996 kandidierte er als Parteiloser ebenfalls für das Amt des Präsidenten. Bei den Wahlen, aus denen Ratsiraka wieder als Präsident hervorging, belegte er jedoch mit 13.488 Wählerstimmen lediglich den letzten Platz unter den 15 Kandidaten und zog sich im Anschluss weitgehend aus der Politik zurück.
Im Zuge der innenpolitischen Spannungen richtete er im September 2009 einen Appell an die madagassischen Streitkräfte und die Revolutionäre um den autoproklamierten Präsidenten Andry Rajoelina, indem er beide Seiten zum Gewaltverzicht und politischen Neutralität in der Krise aufforderte. Mittlerweile äußerte er sich in Zeitungsartikeln als Unterstützer von Präsident Marc Ravalomanana. Darüber hinaus übernahm er wieder öffentliche Aufgaben und war zuletzt auch Schirmherr an den Feierlichkeiten zur Entlassung des 10. Jahrgangs der Militärakademie in Antsirabe, an der neben ihm auch ehemaligen Direktoren der Sicherheitskräfte des Präsidenten, die Generale Jean Raoelina und Alain Randriamamory, aber auch der selbstproklamierte Premierminister von Rajoelina, General Vital Albert Camille, teilnahm.